# Interuniverzitetski centar Dubrovnik
Interuniverzitetski centar Dubrovnik (IUC) neovisna je međunarodna institucija za napredne studije. Nakon inicijalnog sastanka 1971. godine, osnovan je 1972. godine na inicijativu Ivana Supeka, tadašnjeg rektora Sveučilišta u Zagrebu. IUC je strukturiran kao konzorcij sveučilišta i drugih znanstvenih institucija iz svih dijelova svijeta.

## Zadaća
IUC je osnovan s ciljem poticanja i promoviranja međunarodne međusveučilišne suradnje kroz razvijanje visoko-obrazovnih i znanstveno-istraživačkih projekata, prvenstveno organiziranjem poslijediplomskih i diplomskih studijskih programa (diplomskih i doktorskih programa), tečajeva, konferencija te istraživačkih projekata. U tipičnoj godini organizira se i provede oko 70 međunarodnih programa s oko 2000 sudionika.
Programe  generiraju profesori i znanstvenici iz pretežno institucija članica koji zajedno s kolegama iz drugih zemalja/drugih obrazovnih i znanstvenih institucija predlažu akademski program kojega provjerava i prihvaća Izvršni odbor IUC-a. Organizatori IUC programa moraju biti iz najmanje dvije različite zemlje dok su predavači i sudionici iz najmanje tri zemlje. Ako zadovolje kriterije svakoga programa, studenti za sudjelovanje na nekim tečajevima od matičnih sveučilišta dobiju ECTS bodove.

## Povijest i osnivanje
Ideju o osnivanju Interuniverzitetskog centra (IUC) pokrenuo je 1970. godine na sastanku Međunarodne asocijacije sveučilišta u Montrealu prof. Ivan Supek, u to vrijeme rektor Sveučilišta u Zagrebu. Predložio je osnivanje  institucije koja će biti neovisna, kojom u potpunosti upravlja akademska zajednica, znanstvenici i profesori, predstavnici svojih sveučilišta. Stoga je IUC strukturiran kao konzorcij sveučilišta i drugih znanstvenih institucija koje doprinose razvoju njegovih akademskih programa. Sveučilište u Zagrebu, tragom Osnivačkog akta iz 1971. godine pruža logističku podršku Interuniverzitetskom centru u vidu osiguranja prostora, operativne podrške, te osoblja u tajništvu.
Dubrovnik je izabran za sjedište IUC-a zbog svoje bogate povijesti kao neovisnog grada-države, koja je napredovala u teškom položaju između Istoka i Zapada, između različitih religija i kultura.
Od samog početka IUC je odgovarao na suvremene potrebe. U razdoblju hladnog rata znanstvenici su uvidjeli važnost stvaranja novih kontakata i razmjenu znanja i ideja među podijeljenim zemljama. Želja je bila ojačati ulogu znanstvenika u izgradnji mostova između nacija i kultura, ideologija i političkih sustava. U bivšoj Jugoslaviji, kao nesvrstanoj zemlji, ti su se kontakti mogli ostvariti, a IUC je služio kao most između Istoka i Zapada.
Interuniverzitetski centar ubrzo je postao mjesto živopisne akademske razmjene. Broj članica  je narastao na više od 250 prije izbijanja Domovinskog rata 1991. godine i raspada bivše Jugoslavije.
Ratni događaji nisu zaustavili djelovanje Centra. Napadi na Dubrovnik kulminirali su 6. prosinca 1991. kada je zgrada u kojoj djeluje IUC pogođena zapaljivim bombama i izgorjela do temelja, sa svim inventarom i knjižnicom od oko 30.000 knjiga. Preživjeli su samo vanjski zidovi i stubište. Srećom, većina arhiva IUC-a je spašena od plamena. Tada su mnogi IUC prijatelji mobilizirali podršku Centru, ali i Dubrovniku, a aktivnost se nastavila. Prvih godina tečajevi su se održavali i na drugim lokacijama u Dubrovniku, a u jesen 1993. završen je prvi dio obnove zgrade, koji su financirali Vlada RH i Sveučilište u Zagrebu te se IUC vratio u svoj dom na adresi don Frana Bulića 4 kako bi nastavio svoju misiju okupljanja članova akademske zajednice, što u kontinuitetu i čini. 

## Organizacija
Članovi Interuniverzitetskog centra su sveučilišta, znanstvene institucije i  akademije iz svih krajeva svijeta. Svaka članica delegira svoga predstavnika u Vijeće IUC-a.
Vijeće IUC-a je najviše upravljačko tijelo odgovorno za djelovanje Centra, prijem novih članova, uspostavu akademskih područja djelovanja i suradnje, proračunska pitanja, odabir Izvršnog odbora i imenovanje generalnog direktora. Njime predsjeda predsjednik Vijeća.
Izvršni odbor djeluje u ime Vijeća između sjednica Vijeća na stvaranju godišnjeg akademskog programa, prihvaćanju proračunskih i financijskih izvješća te sporazuma i ugovora s drugim institucijama. Njime predsjeda predsjednik Izvršnog odbora.
Generalni direktor odgovoran je za funkcioniranje IUC-a, njegove programe i financije.
Udruga IUC pruža pravnu osnovu za funkcioniranje Centra, za osoblje, prostor, opremu i potrebna sredstva. Osnovana je u studenom 1994. s ciljem provođenja programa Inter-univerzitetskog centra za poslijediplomske studije u Dubrovniku (IUC), određene u IUC-ovom Osnivačkom aktu iz 1971. godine. Udrugom predsjeda predsjednik Udruge.
Svi članovi upravnih tijela IUC-a su volonteri.

## Vanjske poveznice
- Članovi

- Akademski program